# Богуславский, Георг
Гео́рг Богусла́вский (7 декабря 1827 года, Бреславль — 4 мая 1884 года, Берлин) — немецкий гидрограф и метеоролог.

## Биография
Георг Богуславский родился 7 декабря 1827 года в   Бреславле; он был сыном астронома, директора Бреславльской обсерватории.
- С 1874 — редактор «Annalen der Hydrographie» («Анналы гидрографии»);
  - где поместил много работ о больших океанографических исследованиях.
- работал с журналами германских кораблей (военных и торговых); публиковал извлечения из них, которые были весьма ценными для гидрографии и метеорологии,
- редактировал «Die Nachrichten für Seefahrer» («Новости для мореплавателей»).
- Георг Богуславский в том же журнале написал ряд статей по морской метеорологии.

### Последние годы жизни
Георг  Богуславский — автор неоконченного обширного курса океанографии («Oceanographie», Штутгарт, 1883); данный курс считается лучшим в этой отрасли науки.

Несколько лет подряд был секретарём Берлинского географического общества, а также — редактором его периодического журнала «Verhandlungen der Gesellschaft für Erkunde» (можно перевести как «Записки общества первооткрывателей»).
Скончался 4 мая 1884 года в Берлине.